# 广东粗叶木
广东粗叶木（学名：Lasianthus curtisii）为茜草科粗叶木属下的一个种。

## 扩展阅读
維基物種上的相關：广东粗叶木